# 명태종실록

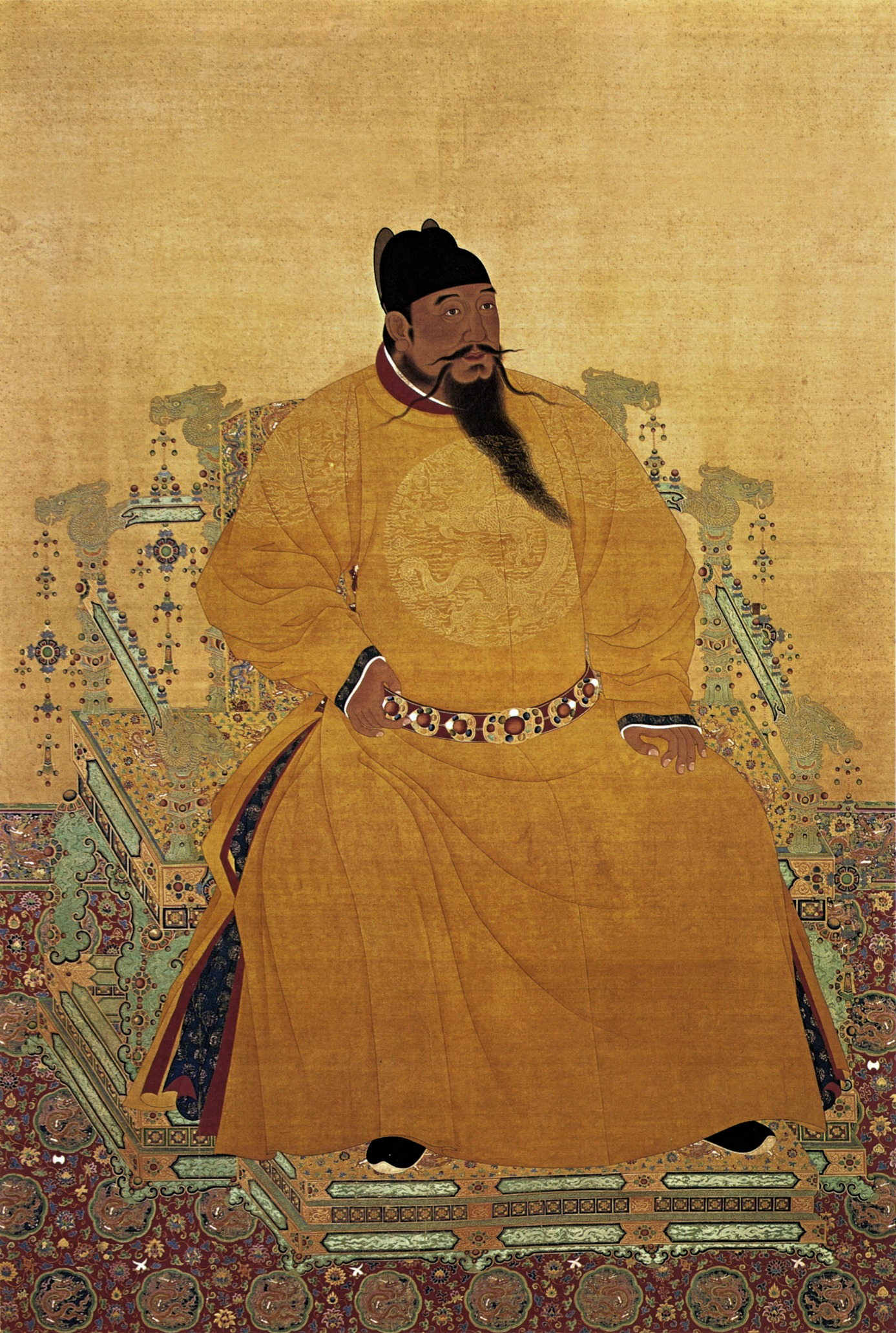
영락제의 어진영. 영락제는 사후 태종(太宗)의 묘호를 받았으나 후에 성조(成祖)로 격상되었다.

《명태종실록》(明太宗实录), 전체 이름 《대명태종체천홍도고명광운성무신공순인지효문황제실록》(大明太宗體天弘道高明廣運聖武神功純仁至孝文皇帝實錄)은, 중국 명(明) 왕조에서 편수한 명 왕조 3대 황제인 명 성조(明成祖) 주체(朱棣)의 사적에 대한 편년체 사서이다. 전 130권. 

## 개요
명 성조 즉 영락제는 사망한 뒤 시호를 체천홍도고명광운성무신공순인지효문황제(体天弘道高明广运圣武神功纯仁至孝文皇帝), 묘호를 태종(太宗)이라 하고 장릉(长陵)에 장사지냈다. 그랬던 것을 《명태종실록》이 완성되고 100여 년이 지난 가정(嘉靖) 17년(1538년) 9월에 명 세종(明世宗) 주후총(朱厚熜)이 다시 계천홍도고명조운성무신공순인지효문황제(启天弘道高明肇运圣武神功纯仁至孝文皇帝)로 시호를 고치고 묘호도 성조(成祖)로 고쳐 올렸는데, 실록의 제목은 바꾸지 않아서 《명태종실록》이라고 부르게 된 것이다.
《명태종실록》의 전반부 9권은 『봉천정란사적』(奉天靖難事迹) 즉 정난의 변이라는 쿠데타를 일으켜 조카인 건문제를 비롯한 반대파를 제거, 자신이 황제로 즉위하기까지의 일을 다룬 것이고, 후자는 홍무 35년(1402년)부터 영락제가 사망하는 영락 22년(1424년) 8월까지의 사건을 기록한 것이다. 건문제를 몰아내고 제위를 찬탄하여 즉위한 영락제는 건문제를 정통 황제로 인정하지 않았고, 《명태종실록》에서 건문(建文) 연간의 기사에는 건문 연호를 쓰지 않고 대신 영락제 자신이 즉위한 건문 4년(1402년) 7월부터 12월까지를 홍무제의 연호를 그대로 쓴 홍무(洪武) 35년으로 써서 건문제의 재위 자체를 부정한 것이다.
영락제 사후인 홍희(洪熙) 원년(1425년) 5월, 새로운 황제로 즉위한 명 인종(明仁宗) 주고치(朱高炽)가 장보(张辅)、건의(蹇义)、하원길(夏原吉) 등을 감수관(监修官)으로 삼고 양사기(杨士奇)、황회(黄淮)、양영(杨荣)、김유자(金幼孜)、양부(杨溥) 등을 총재관(总裁官)으로 삼아서 《명태종실록》을 찬수하게 하였고, 명 선종(明宣宗) 주첨기(朱瞻基) 선덕(宣德) 5년(1430년) 5월에 이르러 완성되었다. 

## 같이 보기
- 명실록